# Cruz Carrillo
Cruz Carrillo est l'une des sept paroisses civiles de la municipalité de Trujillo dans l'État de Trujillo au Venezuela. Sa capitale est La Plazuela.